# Russell Henshaw
Pour les articles homonymes, voir Henshaw.
Russell (Russ) Henshaw, né le 7 juin 1990, est un skieur acrobatique australien spécialiste du slopestyle. En 2011, il obtient la médaille d'argent aux Winter X Games en big air puis celle de bronze aux mondiaux de Park City. En 2013, il monte sur trois podiums en Coupe du monde. Aux Mondiaux 2015, il gagne la médaille d'argent.

## Palmarès

### Jeux olympiques
- JO de Sotchi 2014 : 8e en slopestyle
- JO de Pyeongchang 2018 : 19e en slopestyle

### Championnats du monde
| Édition/Discipline | Saut   |
| Mondiaux 2011      | Bronze |
| Mondiaux 2013      | 15e    |
| Mondiaux 2015      | Argent |
| Mondiaux 2017      | 8e     |

### Coupe du monde
- Meilleur classement général : 40e en 2014.
- Meilleur classement du slopestyle : 5e en 2014.
- 4 podiums.